# Тольяттинская епархия
Толья́ттинская епа́рхия — епархия Русской Православной Церкви, объединяющая приходы и монастыри в северо-западной части Самарской области (в границах Ставропольского района, а также городских округов Тольятти и Жигулёвск). Входит в состав Самарской митрополии.

## История
Образована решением Священного Синода РПЦ от 9 июля 2019 года. К новой епархии отошли городской округ Тольятти и левобережная часть Ставропольского района из Самарской епархии, а также Городской округ Жигулёвск и правобережная часть Ставропольского района из Сызранской епархии. Тольяттинская епархия стала пятой в составе Самарской митрополии.
Было решено, что Свято-Богородичный Казанский монастырь, расположенный в селе Винновка, и духовно-просветительский центр Самарской митрополии при нём остаются в канонической юрисдикции Самарской епархии. Учитывая значимость Поволжского православного института и Свято-Троицкого монастыря, расположенного в селе Ташла, находящихся на территории Тольяттинской епархии, для всей Самарской митрополии в целом, управление ими передано непосредственно главе митрополии.
Правящий архиерей имеет титул «Тольяттинский и Жигулевский», с момента образования епархии им является епископ Нестор (Люберанский).

## Благочиния и благочинные
Епархия разделена на 6 церковных округов (По состоянию на октябрь 2022 года[значимость факта?]):
- Жигулёвское благочиние — иерей Кирилл Зимин
- Невское благочиние — протоиерей Александр Здоренко
- Преображенское благочиние — иеромонах Питирим (Чембулатов)
- Ставропольское благочиние — протоиерей Игорь Баранецкий
- Тихоновское благочиние — протоиерей Андрей Матвеев
- Центральное благочиние — протоиерей Николай Манихин

## Монастырь
- Воскресенский монастырь в Тольятти (мужской)